# تيجيراس (نيومكسيكو)
تيجيراس (بالإنجليزية: Tijeras, New Mexico)‏ هي معلم جغرافي تقع في الولايات المتحدة في مقاطعة بيرناليلو، نيومكسيكو. يقدر عدد سكانها بـ 541 نسمة ومساحتها 2.99 كم2 و وترتفع عن سطح البحر 1,927 متر.

## التركيبة السكانية
حدّد مكتب تعداد الولايات المتحدة بيانات التركيبة السكانية لتيجيراس في تعداد الولايات المتحدة. في ما يلي، التركيبة السكانية حسب تعدادي 2000 و2010.

### تعداد عام 2000
بلغ عدد سكان تيجيراس 474 نسمة بحسب تعداد عام 2000، وبلغ عدد الأسر 191 أسرة وعدد العائلات 131 عائلة مقيمة في القرية. في حين سجلت الكثافة السكانية 160.7 نسمة لكل كيلومتر مربع (416.2/ميل2). وبلغ عدد الوحدات السكنية 210 وحدة بمتوسط كثافة قدره 71.2 لكل كيلومتر مربع (184.4/ميل2).
وتوزع التركيب العرقي للقرية بنسبة 65.82% من البيض و1.05% من الأمريكيين الأصليين و0.21% من الأمريكيين ذوي الأصول الآسيوية و28.06% من الأعراق الأخرى و4.85% من عرقين مختلطين أو أكثر و56.33% من الهسبانيون أو اللاتينيون من أي عرق.
بلغ عدد الأسر 191 أسرة كانت نسبة 37.2% منها لديها أطفال تحت سن الثامنة عشر تعيش معهم، وبلغت نسبة الأزواج القاطنين مع بعضهم البعض 52.9% من أصل المجموع الكلي للأسر، ونسبة 10.5% من الأسر كان لديها معيلات من الإناث دون وجود شريك،  بينما كانت نسبة 5.2% من الأسر لديها معيلون من الذكور دون وجود شريكة وكانت نسبة 31.4% من غير العائلات. تألفت نسبة 24.6% من أصل جميع الأسر من عدة أفراد يعيشون في نفس المنزل ونسبة 9.4% كانت تتألف من شخص يعيش بمفرده يبلغ من العمر 65 عاماً أو أكثر. وبلغ متوسط حجم الأسرة المعيشية 2.48، أما متوسط حجم العائلات فبلغ 3.02.
بلغ العمر الوسطي للسكان 38.9 عاماً. وكانت نسبة 26.8% من القاطنين تحت سن الثامنة عشر، وكانت نسبة 7.2% بين الثامنة عشر والرابعة والعشرين عاماً، ونسبة 28.5% كانت واقعةً في الفئة العمرية ما بين الخامسة والعشرين والرابعة والأربعين عاماً، ونسبة 27.2% كانت ما بين الخامسة والأربعين والرابعة والستين، ونسبة 10.3% كانت ضمن فئة الخامسة والستين عاماً فما فوق. يوجد لكل 100 أنثى 107.0 ذكر، ويوجد لكل 100 أنثى في الثامنة عشر من عمرها فما فوق 111.6 ذكر.
بلغ متوسط دخل الأسرة في القرية 34,167 دولارًا، أما متوسط دخل العائلة فبلغ 46,250 دولارًا. وكان متوسط دخل الذكور 31,750 دولارًا مقابل 25,179 دولارًا للإناث. وسجل دخل الفرد الخاص بالقرية 18,836 دولارًا. وكانت نسبة 9.6% من العائلات ونسبة 9.5% من السكان تحت خط الفقر، وكان من هؤلاء نسبة 5.4% تحت سن الثامنة عشر ونسبة 20% في الخامسة والستين من العمر وما فوق.

### تعداد عام 2010
بلغ عدد سكان تيجيراس 541 نسمة بحسب تعداد عام 2010، وبلغ عدد الأسر 234 أسرة وعدد العائلات 154 عائلة مقيمة في القرية. في حين سجلت الكثافة السكانية 183.4 نسمة لكل كيلومتر مربع (475.0/ميل2). وبلغ عدد الوحدات السكنية 261 وحدة بمتوسط كثافة قدره 88.5 لكل كيلومتر مربع (229.2/ميل2).
وتوزع التركيب العرقي للقرية بنسبة 75.79% من البيض و0.74% من الأمريكيين الأفارقة و1.48% من الأمريكيين الأصليين و0.37% من الأمريكيين ذوي الأصول الآسيوية و18.30% من الأعراق الأخرى و3.33% من عرقين مختلطين أو أكثر و50.65% من الهسبانيون أو اللاتينيون من أي عرق.
بلغ عدد الأسر 234 أسرة كانت نسبة 23.9% منها لديها أطفال تحت سن الثامنة عشر تعيش معهم، وبلغت نسبة الأزواج القاطنين مع بعضهم البعض 49.6% من أصل المجموع الكلي للأسر، ونسبة 10.3% من الأسر كان لديها معيلات من الإناث دون وجود شريك،  بينما كانت نسبة 6% من الأسر لديها معيلون من الذكور دون وجود شريكة وكانت نسبة 34.2% من غير العائلات. تألفت نسبة 29.9% من أصل جميع الأسر من عدة أفراد يعيشون في نفس المنزل ونسبة 13.2% كانت تتألف من شخص يعيش بمفرده يبلغ من العمر 65 عاماً أو أكثر. وبلغ متوسط حجم الأسرة المعيشية 2.31، أما متوسط حجم العائلات فبلغ 2.83.
بلغ العمر الوسطي للسكان 48.2 عاماً. وكانت نسبة 17.9% من القاطنين تحت سن الثامنة عشر، وكانت نسبة 8.3% بين الثامنة عشر والرابعة والعشرين عاماً، ونسبة 19.2% كانت واقعةً في الفئة العمرية ما بين الخامسة والعشرين والرابعة والأربعين عاماً، ونسبة 39% كانت ما بين الخامسة والأربعين والرابعة والستين، ونسبة 15.5% كانت ضمن فئة الخامسة والستين عاماً فما فوق. وتوزع التركيب الجنسي للسكان بنسبة 51.4% ذكور و48.6% إناث.